# Rodolfo Cazaubón
Rodolfo Cazaubón Jr. (nascido em 5 de agosto de 1989) é um golfista profissional mexicano.

## Carreira
Irá representar o México no golfe nos Jogos Olímpicos de Verão de 2016, no Rio de Janeiro, Brasil.